# Maria Teresa Casini
Maria Teresa Casini, O.S.C. (27. října 1864 Frascati – 3. dubna 1937 Grottaferrata) byla italská římskokatolická řeholnice, zakladatelka a členka kongregace Sester oblátek Nejsvětějšího Srdce Ježíšova. Katolická církev ji uctívá jako blahoslavenou.

## Život
Narodila se dne 27. října 1864 ve městě Frascati rodičům Tommasu Casinimu a Melanii Rayner. Pokřtěna byla 29. října téhož roku. V deseti letech jí zemřel otec a ona se s matkou přestěhovala do města Grottaferrata. Roku 1875 započala své studium v Římě na škole, vedené řeholními sestrami. Své první svaté přijímání přijala dne 7. května 1878.
Rozhodla se stát řeholnicí, avšak kvůli zdravotnímu stavu se musela na nějaký čas vrátit domů. Dne 2. února 1885 vstoupila do kláštera řádu Chudých sester svaté Kláry v Římě. Fakticky však v klášteře začala žít až dne 17. října 1892.
Dne 2. února 1894 založila ženskou řeholní kongregaci Sester oblátek Nejsvětějšího Srdce Ježíšova a sama do ní následně vstoupila. Dne 1. dubna 1896 obdržela jí založená kongregace diecézní potvrzení o svém založení. Původně byla kongregace klauzurní, avšak postupně se změnila v kongregaci aktivní, kdy např. členky pomáhaly kněžím se zdravotními problémy a vyvíjely dobročinné aktivity.
Roku 1925 ji postihla mozková mrtvice a od té doby byla ležící. V posteli přijímala návštěvy a dávala duchovní útěchu. Zemřela dne 3. dubna 1937 v Grottaferrata. Pohřbena byla v nedaleké kapli. Dne 20. května 1965 byly její ostatky uloženy do mateřského domu jí založené kongregace v Grottaferrata.

## Úcta
Její beatifikační proces byl zahájen dne 26. ledna 1981, čímž obdržela titul služebnice Boží. Dne 7. července 1997 ji papež sv. Jan Pavel II. podepsáním dekretu o jejích hrdinských ctnostech prohlásil za ctihodnou. Dne 22. ledna 2015 byl uznán zázrak na její přímluvu, potřebný pro její blahořečení.
Blahořečena pak byla dne 31. října 2015 ve Frascati. Obřadu předsedal jménem papeže Františka kardinál Angelo Amato.
Její památka je připomínána 3. dubna. Bývá zobrazována v řeholním oděvu. Je patronkou jí založené kongregace.